# Diamond (Illinois)
Pour les articles homonymes, voir Diamond.
Diamond est un village des comtés de Grundy et Will dans l'Illinois, aux États-Unis,. Il est incorporé le 23 aout 1895.

## Démographie
Lors du recensement de 2010, le village comptait une population de 2 527 habitants. Elle est estimée, en 2016, à 2 471 habitants.

## Source de la traduction
- (en) Cet article est partiellement ou en totalité issu de l’article de Wikipédia en anglais intitulé « Diamond, Illinois » (voir la liste des auteurs).